# Kateryna Babkina
Kateryna Babkina (ukrainien : Катерина Бабкіна), née le 22 juillet 1985 à Ivano-Frankivsk, est une journaliste, poétesse, nouvelliste, romancière, dramaturge et scénariste ukrainienne.

## Biographie
Kateryna Babkina étudie le journalisme à l'université nationale Taras-Chevtchenko de Kiev, dont elle est diplômée d'un master en littérature en 2007. Elle travaille ensuite comme journaliste indépendante,,. 
Entre 2012 et 2014, elle est rédactrice pour le magazine Esquire en Ukraine. Elle a également travaillé pour des publications ukrainiennes et étrangères telles que Le Monde, Harper's Bazaar, Art Ukraine, Buro 24/7, Business, The Insider ainsi que pour la plateforme Focus.
Kateryna Babkina publie son premier livre à l'âge de dix-sept ans. L'autrice diversifie son écriture entre la poésie, le cinéma, le roman, la nouvelle ou la littérature d'enfance et de jeunesse,. Son livre pour enfants Шапочка і кит (Cappy et la baleine), est un succès commercial qui a permis de récolter des fonds pour le cancer pédiatrique.

## Reconnaissance
En 2021, Kateryna Babkina remporte le prix Angelus pour l'ouvrage My Grandfather Danced the Best,.

## Publications
Parmi une liste non exhaustive :

### Poésie
- St Elmo's Fire, 2002
- The Mustard, 2011
- Painkillers and Sleeping Pills, 2014
- Charmed for Love, 2017
- Dlia vsikh odnakove poprosy (Ask the Same for Everybody), 2017[8]
- Does not hurt, 2021

### Recueils de nouvelles
- Lilu After You, 2008
- Schaslyvi holi lyudy (Happy Naked People), 2016

### Romans
- Sonia, 2013[9]
- My Grandfather Danced the Best, 2019

### Scénarios
- Evil, présenté au Kinofest NYC festival en 2013[10]

### Pièces de théâtre
- Hamlet.Babylon, adaptation de la pièce Hamlet de William Shakespeare, 2016

### Livres pour enfants
- Harbuzovyi rik (The Pumpkin Year), 2014
- Шапочка і кит (The Hat and the Whale),‎ 2015
- Girls's power avec Mark Livin,, 2018
- Snow heaty, 2022

## Traductions en français
- Kateryna Babkina (trad. Iryna Dmytrychyn et Emmanuel Ruben), « Il faut que tu le vives », dans Iryna Dmytrychyn et Emmanuel Ruben (dir.), Hommage à l'Ukraine, Stock, coll. « La Cosmopolite », 2022 (ISBN 978-2-234-09455-0)